# Korea StarCraft League
Korea StarCraft League (сокр. KSL) — серия турниров по StarCraft: Remastered, организуемая Blizzard Entertainment в Южной Корее. Была анонсирована в июне 2018 года, первый сезон начался месяцем после. Транслировалась на корейском и английском языках на платформе Twitch. Основными англоязычными комментаторами являлись Николас «Tasteless» Плотт и Дэниел «Artosis» Стемкоски. Наряду с AfreecaTV StarCraft League (ASL), организованной и проводимой afreecaTV), являлась одной из двух высших корейских лиг по StarCraft: Remastered. В марте 2020 года проведение лиги было прекращено.

## История
Анонс Korea StarCraft League был приурочен к двадцатилетию серии StarCraft. KSL стала первой корейской лигой, проводимой непосредственно Blizzard, с момента выпуска StarCraft в 1998 году. Перед финалом первого сезона был анонсирован второй сезон, квалификационные матчи которого проводились в конце сентября, а сам сезон начинался в октябре. Финал первого сезона был проведён в Yes24 Live Hall в Сеуле; по результатам матча, первым чемпионом KSL стал Ким «Last» Сон Хён.
На BlizzCon 2018 был проведён шоуматч KSL vs. ASL, в котором сразились Ким «Last» Сон Хён, действующий чемпион Korea StarCraft League, и Чжон «Rain» Юн Чжон, действующий чемпион AfreecaTV StarCraft League.
Финалы второго сезона дебютного года лиги прошли в Kwangwoon University Donghae Arts Center, новым чемпионом стал Ким «Soulkey» Мин Чул.
В феврале 2019 года был анонсирован третий сезон соревнования, подтвердив проведение KSL в 2019 году. Финал третьего сезона был проведён в Nexon Arena в Сеуле и закончился победой Чжон «Rain» Юн Чжона над Пён «Mini» Хён Дже, благодаря чему Rain стал вторым игроком, выигравшим обе высшие корейские лиги в период после KeSPA.
20 марта 2020 года было объявлено о прекращении проведения KSL и передаче эксклюзивных прав на трансляцию StarCraft компании AfreecaTV.

## Результаты
| Год  | Название турнира                | Победитель                | Счёт | Второе место             |
| ---- | ------------------------------- | ------------------------- | ---- | ------------------------ |
| 2018 | Korea StarCraft League Season 1 | Ким «Last» Сон Хён (т)    | 4:0  | Ли «Jaedong» Дже Дон (з) |
| 2018 | Korea StarCraft League Season 2 | Ким «Soulkey» Мин Чул (з) | 4:1  | Джо «Sharp» Ки Сок (т)   |
| 2019 | Korea StarCraft League Season 3 | Чжон «Rain» Юн Чжон (п)   | 4:1  | Пён «Mini» Хён Дже (п)   |
| 2019 | Korea StarCraft League Season 4 | Ли «Light» Дже Хо (т)     | 4:2  | Чжон «Rain» Юн Чжон (п)  |